# پارک ملی اودگیسکایا لگندا
پارک ملی اودگیسکایا لگندا (انگلیسی: Udegeyskaya Legenda National Park) یک پارک ملی حفاظت‌شده در سرزمین پریمورسکی کشور روسیه است.